# Bhorsaf
Bhorsaf ou Bharsaf (arabe : بحرصاف) ) est un village libanais situé dans le caza du Metn au Mont-Liban au Liban. La population est presque exclusivement chrétienne.

## Personnalités liées
- Toufic Youssef Aouad (1911-1989), écrivain et diplomate libanais y est né
- Thérèse Aouad Basbous (1934-2020), écrivaine et dramaturge libanaise y est née